# 추크-루체른 철도
추크-루체른 철도(Zug–Lucerne railway)는 스위스의 추크와 루체른을 연결하는 주요 철도 노선이다. 1864년 6월 1일 취리히-추크-루체른 철도에 의해 개통되었다. 취리히-추크 철도는 같은 회사에서 동시에 개통되었다.

## 루트
이 노선은 1970년까지 쾰러뮐레의 삼각형 교차점(‘wye’)에서 취리히 알트슈테텐까지의 분기와 연결되어 기차가 루체른에서 취리히까지 직접 운행할 수 있었다. 역은 탈빌-아트-골다우 철도가 개통될 때까지 터미널역이었다. 새로운 노선의 도입으로 역은 분기되는 노선 사이에 역 건물로 재건되었다. 양방향에서 역까지 달릴 수 있는 추크 역전 루프도 당시 건설되었다. 이것은 1990년에 폐쇄되었다.
이 노선은 1922년 10월 9일에 15kV 16 ⅔ Hz AC에서 전철화되었다.
1990년 5월 5일 추크와 참 사이에 복선이 개통되었다. 개통 이후 쾰러뮐레역과 추크 루프 분기점 사이에 두 개의 선로가 있었지만, 이것들은 별도로 사용되었는데, 하나는 아폴테른과 다른 하나는 로트크로이츠를 오가는 서비스에 사용되었다. 그때까지 아폴테른의 기차는 항상 추크 루프를 통해 달렸다.
1994년 5월 29일 에비콘역과 로트제 사이에 이중 선로의 고립된 구간이 개통되었다. 에비콘역과 기지콘-루트역 사이의 노선도 1995년 9월 27일부터 이중 선로가 되었다.
기지콘-루트역와 로트크로이츠 사이의 라인을 2배로 늘렸을 때, 노선 속도를 높일 수 있도록 일부 구부러진 부분이 곧게 펴졌다. 이 구간은 1996년 5월 11일부터 이중 트랙이었다.
참과 로트크로이츠 사이의 노선은 2008년 12월 14일부터 복선이었다. 그전에는 참-휘넨베르크 치트후스 구간조차 두 배가 되지 않았다. 치트후스 남쪽에서 휘넨베르크 쳄레텐역까지 가는 두 번째 선로는 막다른 선로에서 끝났다.

## 역사
철도는 1864년 6월 1일 취리히-추크-루체른 철도에 의해 개통되었다.
탈빌-아트-골다우선의 개통은 추크역 지역의 재건축을 제외하고 노선 자체에 큰 영향을 미치지 않았지만 취리히와 루체른 사이를 운행하는 열차는 계속 추크-루체른 구간을 사용했다. 쾰러뮐레와 로트크로이츠 사이에서는 고트하르트를 향해 달리는 여객 열차의 운영만 중단되었다. 취리히에서 로트크로이츠까지 대부분의 화물 열차는 계속해서 삼각형 철로를 통해 운행되었다. 취리히 중앙역으로 가는 접근로의 이전 분로 야드를 취리히 뮐리겐과 리마탈 마샬링 야드로 이전하기로 결정했을 때 이 트래픽이 제거될 것이 분명했다. 이러한 이유로 1970년 11월 19일, 슈타인하우젠과 참을 연결하는 철도 삼각형의 측면폐쇄되어 해체되었다. 화물 열차는 이제 루퍼스빌-이멘제 철도 노선을 통해 로트크로이츠까지 운행된다.
두 가지 S-반 시스템의 도입은 라인에 약간의 영향을 미쳤다. 추크 루프가 폐쇄된 1990년 취리히 S-반의 도입은 영향이 적었다.
이에 반해 2004년 도입된 추크 슈타트반은 추크-루체른 노선에 막대한 영향을 미쳤다. 추크-루체른 노선은 4분의 1시간 간격으로 추크와 바르 사이에 서비스가 도입될 수 있도록 대대적인 보수 공사를 거쳤다. 또한 5개의 역이 추가로 설치되었다.